# Rachel Haot
 (novembre 2023).
La mise en forme du texte ne suit pas les recommandations de Wikipédia : il faut le « wikifier ».
Les points d'amélioration suivants sont les cas les plus fréquents. Le détail des points à revoir est peut-être précisé sur la page de discussion.
- Les titres sont pré-formatés par le logiciel. Ils ne sont ni en capitales, ni en gras.
- Le texte ne doit pas être écrit en capitales (les noms de famille non plus), ni en gras, ni en italique, ni en « petit »…
- Le gras n'est utilisé que pour surligner le titre de l'article dans l'introduction, une seule fois.
- L'italique est rarement utilisé : mots en langue étrangère, titres d'œuvres, noms de bateaux, etc.
- Les citations ne sont pas en italique mais en corps de texte normal. Elles sont entourées par des guillemets français : « et ».
- Les listes à puces sont à éviter, des paragraphes rédigés étant largement préférés. Les tableaux sont à réserver à la présentation de données structurées (résultats, etc.).
- Les appels de note de bas de page (petits chiffres en exposant, introduits par l'outil «  Source ») sont à placer entre la fin de phrase et le point final[comme ça].
- Les liens internes (vers d'autres articles de Wikipédia) sont à choisir avec parcimonie. Créez des liens vers des articles approfondissant le sujet. Les termes génériques sans rapport avec le sujet sont à éviter, ainsi que les répétitions de liens vers un même terme.
- Les liens externes sont à placer uniquement dans une section « Liens externes », à la fin de l'article. Ces liens sont à choisir avec parcimonie suivant les règles définies. Si un lien sert de source à l'article, son insertion dans le texte est à faire par les notes de bas de page.
- La présentation des références doit suivre les conventions bibliographiques. Il est recommandé d'utiliser les modèles {{Ouvrage}}, {{Chapitre}}, {{Article}}, {{Lien web}} et/ou {{Bibliographie}}. Le mode d'édition visuel peut mettre en forme automatiquement les références.
- Insérer une infobox (cadre d'informations à droite) n'est pas obligatoire pour parachever la mise en page.

Pour une aide détaillée, merci de consulter Aide:Wikification.
Si vous pensez que ces points ont été résolus, vous pouvez retirer ce bandeau et améliorer la mise en forme d'un autre article.
 (novembre 2023).
Rachel Haot (née Sterne) est une jeune femme d'affaires et chef d'entreprise américaine. Elle a été directrice exécutive du Transit Innovation Partnership, une initiative public-privé du Partnership for New York City et de la Metropolitan Transportation Authority (MTA). R. Haot a été directrice du numérique et secrétaire adjointe à la technologie de l'État de New York pendant deux ans. Avant cela, dès l'âge de 27 ans, Rachel Haot a occupé le poste de directrice du numérique pour la ville de New York dirigée par Michael Bloomberg, pendant trois ans, de janvier 2011 à décembre 2013,. Elle a également fondé et dirigé GroundReport entre 2006 et 2010.

## Enfance et éducation
Rachel Haot est née en 1983 à New York, où elle a grandi. Ses parents sont Paul Sterne, un ancien directeur général d'IBM, et Anna Gorelick, directrice des services aux patients dans une association à but non lucratif. Elle est la petite fille du docteur Jack Gorelick. Elle obtient une licence en histoire de l'Université de New York en 2005,.

## Carrière

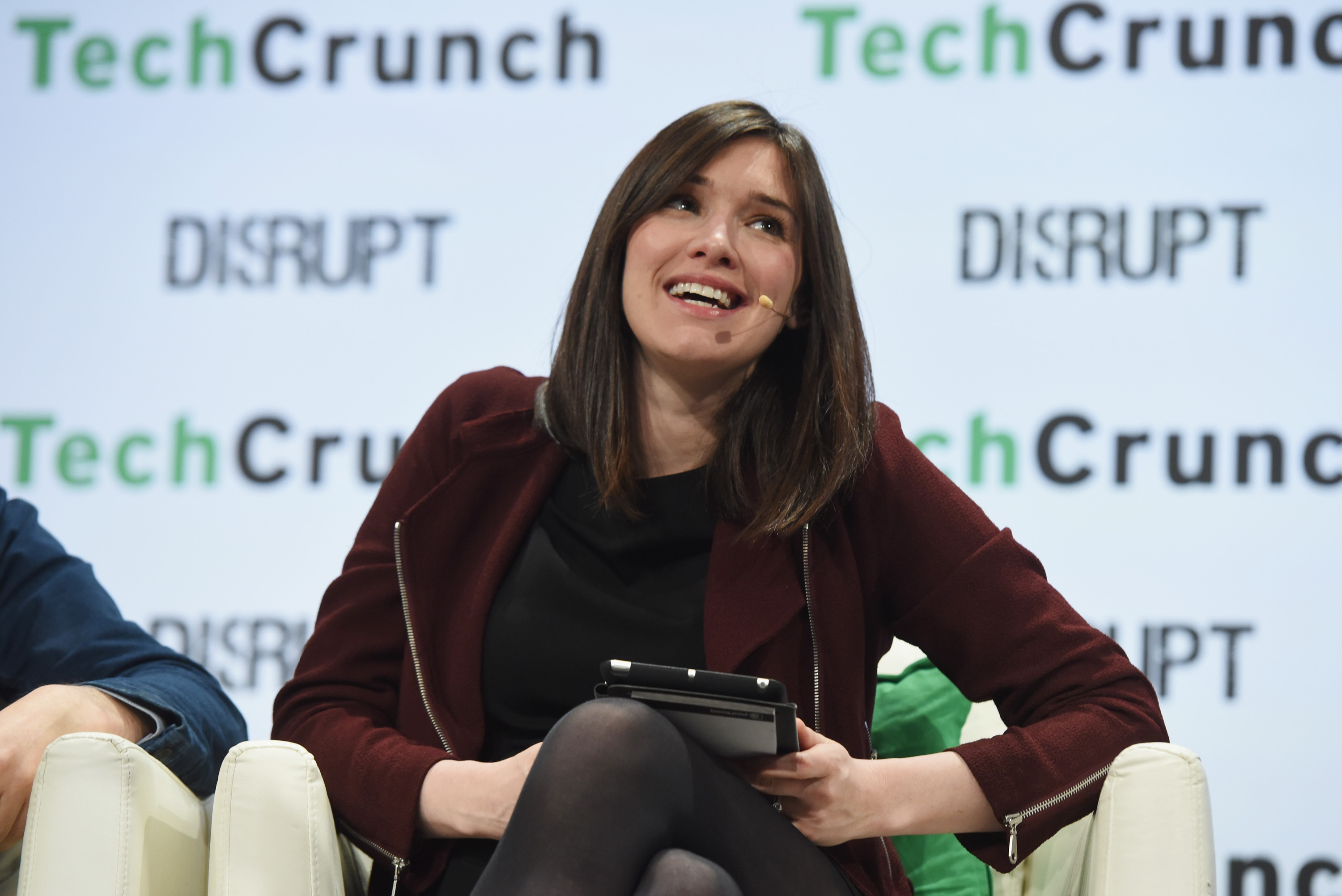
Rachel Haot participant au panel de discussion du forum de l'innovation TechCrunch Disrupt à New York en 2016.

De 2006 à 2010, Rachel Haot a participé à la fondation de GroundReport, une jeune entreprise d'information participative. En 2011, Rachel Haot a été nommée maître de conférence à l'Ecole de commerce de l'université Columbia (Columbia business school) où elle a dispensé des cours sur le sujet des médias sociaux et de l'entrepreneuriat. Elle a été nommée Jeune leader mondial par le Forum économique mondial et Entrepreneuse numérique de l'année en 2014 par le club CDO. Elle a aussi reçu de nombreux prix d'excellence.
En 2011, elle est nommée directrice du service du numérique de la ville de New York par Katherine Oliver (Responsable de la gestion des media de la mairie de New York),.
Sous la responsabilité de Rachel Haot, le service municipal du numérique a organisé le Reinvent Payphones Design Challenge, un concours visant à promouvoir la réutilisation à l'ère numérique des anciens téléphones publics de la ville de New York. Ce concours a recueilli plus de 100 candidatures d'entreprises de design et d'universités et a été l'origine de la création de LinkNYC,, un réseau internet sans fil municipal gratuit. Rachel Haot a dirigé la modernisation du site internet officiel de la ville de New York  intégrant les services de la ville, les données en temps réel et une adaptation constante à l'innovation technologique. Rachel Haot a également organisé le lancement de la nouvelle extension de domaines en ".NYC".
Lors de son travail pour la ville de New York, Rachel Haot a aussi entre autres dirigé la création d'une carte du métro évoluant en temps réel. Ce projet a permis à la MTA de mettre au point la technologie nécessaire pour la planification des itinéraires de bus, l'anticipation de leurs besoins en maintenance  et de l'encombrement des quais de métro.
Ensuite, étant devenue responsable du numérique pour l’État de New York, Rachel Haot a géré les produits, programmes et politiques numériques de l'état. Elle a dirigé la refonte du site internet de l'état de New York, ny.gov, en novembre 2014. Cette refonte, bien accueillie, constituait son premier changement majeur depuis plus de 15 ans et met l'accent sur le service aux usagers, l'accès mobile et les ressources géolocalisées. Son service est également responsable de la production de contenu numérique sur les réseaux sociaux.
En mars 2015, Rachel Haot fait la promotion du programme universel de haut débit du gouverneur de l'état de New York, qui a ensuite été adopté par la législature. Lors du premier anniversaire de la refonte du site internet de l'état, un doublement du nombre d'utilisateurs a été annoncé.
En janvier 2016, Rachel Haot quitte son poste à l'état de New York pour rejoindre l'incubateur global de jeunes pousses et leveur de fonds 1776, à Washington. En tant que directrice générale, elle capitalise sur son expérience pour aider les nouvelles entreprises actives dans les secteurs les plus importants, les aidant dans leurs démarches tout en mobilisant des décideurs administratifs, politiques et économiques pour soutenir leur croissance.

## Vie privée
Rachel Haot vit à Los Angeles avec son mari Maxime (Max) Haot, un ancien restaurateur belgo-américain, fondateur de Livestream et de la startup aérospatiale Launcher, et leurs enfants.